# Aotus nancymaae
L'aoto di Nancy Ma (Aotus nancymaae Hershkovitz, 1983) è un primate platirrino della famiglia degli Aotidi.

## Distribuzione
Lo si trova nella zona al confine fra il Perù ed il Brasile.

Nonostante lo si consideri un animale generalista in termini di habitat, pare preferire le zone di foresta pluviale pedemontana, in particolare quelle a carattere alluvionale durante la stagione delle piogge.

## Descrizione

### Dimensioni
Misura una sessantina di centimetri di lunghezza, per un peso che si mantiene attorno ai 700 g.

### Aspetto
Il pelo è corto e soffice, di colore chiaro e va dal grigio al bruno nella zona dorsale, con sfumature rossicce ai lati del collo, alla base della coda e nell'interno coscia. La coda ha la punta nera.

La testa è piccola ma con grandi occhi bruni, le mani possiedono lunghe dita dai polpastrelli rigonfi e con unghiette ricurve per una forte presa sui rami.

## Biologia
Si tratta di animali prettamente notturni: vivono in piccoli gruppi familiari, formati da una coppia progenitrice con 2-3 cuccioli di differenti parti, che restano coi genitori fino a quando non trovano un esemplare di sesso opposto col quale formare una coppia stabile e duratura.

I vari gruppi sono assai territoriali fra loro: questa specie è l'unica del genere Aotus a presentare ghiandole sottocaudali con le quali marcare il territorio, che però si può sovrapporre a quello di altri gruppi in corrispondenza di fonti permanenti di cibo, come grossi alberi da frutto. Ogni territorio ha un'estensione di circa 9 ettari e viene costantemente pattugliato e difeso utilizzando particolari tipi di vocalizzazioni che tengono lontani eventuali intrusi, che possono tuttavia (anche se raramente) essere anche scacciati con la forza.

Durante il giorno, gli animali dormono in rifugi che si scelgono accuratamente fra le cavità nei tronchi d'albero, all'occorrenza ampliandoli e scavando nuove entrate. I rifugi possono essere divisi senza problemi con altri animali dalle abitudini diurne (cercoletto, olingo, tamandua, coendou, Chirotteri etc.).

### Alimentazione
Si tratta di animali frugivori, che tuttavia non disdegnano eventualmente di mangiare insetti di grosse dimensioni per integrare la propria dieta con proteine animali.

### Riproduzione
Una volta divenuti indipendenti, i giovani gironzolano per i territori già occupati emettendo particolari richiami che segnalano la loro disponibilità all'accoppiamento ad esemplari della stessa età. Una volta stabilitasi in un proprio territorio, la coppia resterà unita per tutta la vita.

La gestazione dura poco più di quattro mesi, al termine dei quali viene dato alla luce un unico cucciolo (a volte due) che viene tenuto per la prima settimana dalla madre, per poi passare al padre, che lo accudisce fino allo svezzamento (che avviene attorno alle 3 settimane), coadiuvato anche dai figli più grandi: in questo periodo, il cucciolo viene dato alla madre solo al momento della poppata, ogni due ore circa.

Il cucciolo raggiunge la maturità sessuale attorno all'anno e mezzo d'età, ma resta coi genitori fino ad oltre i due anni.